# Rapanui (etnia)

Aito (joven competidor) preparándose para la competencia extrema del Haka Pei.

Los rapanui son una etnia polinésica que habita en la Isla de Pascua desde el siglo VIII d. C.

## Descripción

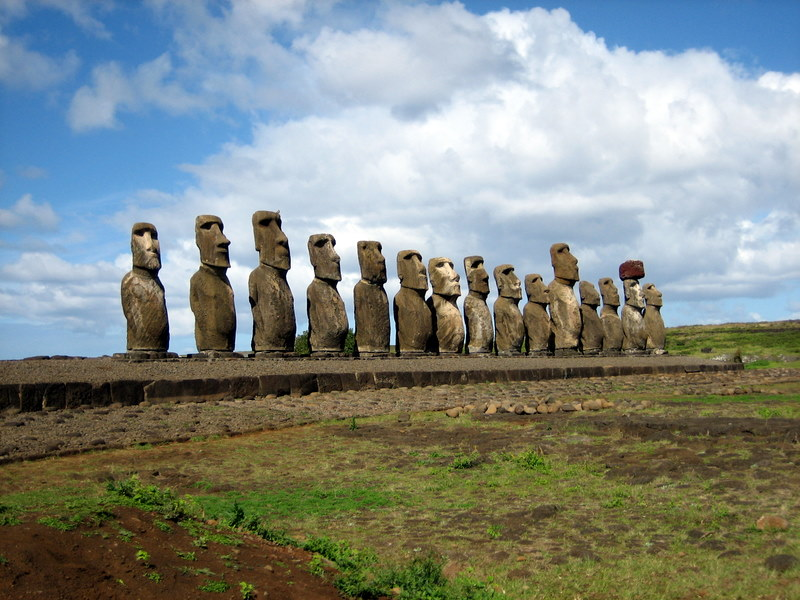
Moái

El pueblo rapanui desciende de los primeros pobladores provenientes de la Polinesia Central. 
La sociedad rapanui era gobernada por el ariki, con ascendencia atribuida directamente de los dioses ('atua), y estaba dividida en clanes (mata) con clases muy estratificadas. Cada clan ocupaba una zona, cualquier cosa (kāinga). La mayor parte de la población vivía hacia el interior, junto a las áreas de cultivo. En el litoral se establecieron los centros religiosos, políticos y ceremoniales donde adoraban a los ancestros casi deificados representados por los moái. 
Los primeros rapanui denominaban Tapu a “todo lo que era sagrado y también cualquier precepto o prohibición, relacionado con algo sagrado”. Los antiguos jefes tenían la capacidad de instaurar prohibiciones o tapu, entre los que se encontraban la prohibición de tocar al rey o de transitar por el recinto donde hubiese un difunto, entre otros. Existía un amplio espectro de tapu asociados a la pesca: algunos peces no se podían comer durante el invierno y quien desobedecía sufría de dolores terribles; el atún era especialmente dañino. La violación de los tapu era muy peligrosa y podía causar la muerte.  
El rey o ariki henua era considerado una persona sagrada e intocable. Tanto su persona como su residencia estaban protegidas por tapu. Nadie podía tocar al rey ni entrar en su residencia. El ariki era portador inherente de mana, poder o fuerza vital ancestral. Este poder era ejercido “como una bendición a favor del pueblo”. Gracias a este poder, se pensaba que crecían bien los frutos de la tierra, se multiplicaban las aves, eran abundantes los peces en el mar y llegaban las tortugas a la playa. 
En la actualidad se siguen respetando los distintos Tapu y la creencia en el mana es un pensamiento imperante en el día a día.  

## Historia
Una catástrofe climática, causante de un descenso en el nivel y temperatura del océano, alrededor del año 1300 puso fin al intercambio entre las islas de la Polinesia y dejó a la población de Rapa Nui aislada, precipitando el desarrollo de una cultura y una lengua propia. El pueblo rapa nui logró un uso de la tierra que les garantizó una sociedad más o menos estable, saludable y sin colapsos aparentes hasta el momento de contacto con los europeos. 
El primer contacto de los rapanui con algún occidental tuvo lugar el 5 de abril de 1722, el día de Pascua de Resurrección, cuando el navegante holandés Jacob Roggeveen llegó a la isla. En este encuentro los holandeses atacaron a un grupo de rapanui.
Entre 1722 y 1892 la población de Rapa Nui descendió de las 3000 personas observadas por Jacob Roggeveen a las 101 censadas por la corbeta chilena Abtao. Las razones de esta catástrofe fueron enfermedades epidémicas como la tuberculosis y la viruela transmitidas por los europeos, así como el esclavismo, que se manifestó en el secuestro de más de 1500 Rapa Nui, que fueron vendidos como esclavos en el puerto del Callao por parte de esclavistas del Perú. Esto no solo significó la muerte de estas personas, sino también la desaparición de la clase sacerdotal, el centro cultural de la sociedad y la única escritura de la Polinesia, visible en las tablillas roŋgo roŋgo, indescifrables desde entonces. 
A mediados de 1887 el presidente chileno José Manuel Balmaceda, decidió tomar posesión de la isla, para lo cual envió a Policarpo Toro a negociar con John Norman Brander y Alexander Salmon, los entonces propietarios de la isla.
A partir de 1895 y durante casi sesenta años, el Gobierno de Chile, en tres concesiones consecutivas de veinte años, arrendó la isla a la “Sociedad Explotadora de la Isla de Pascua”, convirtiéndola en una gran hacienda ovejera.  

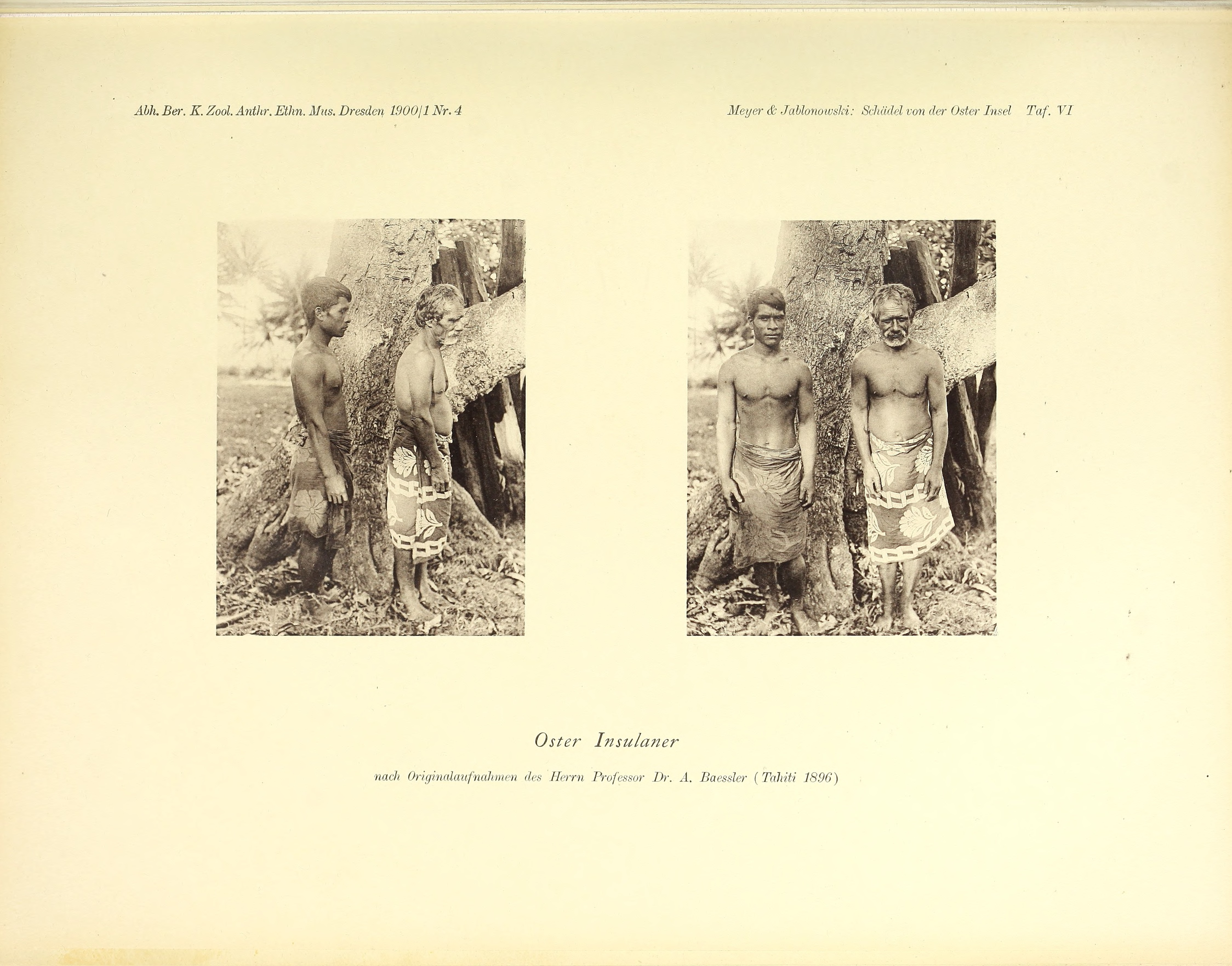
Rapanuis en 1900

## Origen

Tatuajes femeninos rapanui

La tradición oral respecto al origen del pueblo rapanui cuenta que el ariki (rey) Hotu Matu’a llegó a Rapa Nui desde la renombrada isla Hiva, posiblemente en Fenua Enata u otras islas de origen desconocido. La tradición cuenta que cuando el rey Hotu Matu’a, su esposa Vakai (embarazada de su primogénito Tu’u Maheke), su hermana Avareipua y unos cien hombres desembarcaron en la playa de Hanga Rau con lo necesario para asentarse, encontraron una isla cubierta de maleza y tierra árida, donde abundaban las aves marinas y los peces.         
La tradición oral cuenta del sueño de un sabio llamado Haumaka sobre una catástrofe que caería sobre su pequeño hogar. En este sueño su espíritu viajó más allá del horizonte buscando nuevas tierras donde vivir y en esa búsqueda halló la nueva isla, la última en dirección al sol naciente.  
Preocupado, decide comunicarle su sueño al ariki quien decide enviar a siete de sus mejores exploradores en busca de esta isla. Dos de estos exploradores (Kimi Ma'ara en idioma rapanui, que significa 'los encargados de buscar el lugar de desembarco para el rey') eran hijos del sabio Haumaka: Ira y Rapareŋa. Los otros 5 exploradores eran hijos de su hermano, Huatava: Nonoma, Ku'u-ku'u, Mako'i, Riŋi-riŋi y Ure.
Al llegar al sitio concluyen que no es apto para la vida, por sus tierras infértiles y por considerarla inhóspita. Cuando el rey llegó, los exploradores relataron su experiencia y mostraron su descontento con el lugar. Pero el rey, en su sabiduría, dijo que este era el lugar elegido y que se trabajaría duro para convertirlo en el tan anhelado hogar.   

## Cultura

Joven rapanui bailando

El patrimonio cultural de Rapanui es tan extenso y original que diversos elementos suyos son conocidos a nivel global. Los moái, enormes estatuas antropomórficas talladas en piedra, y los moái kavakava, estatuillas de espíritus tallados en madera, son ejemplos del alto nivel artístico que posee el tallado rapa nui. Esta tradición halla su origen en la existencia de la obsidiana en la isla, un cristal volcánico muy resistente que les permitió desde antaño la elaboración de armas y herramientas capaces de trabajar con materiales como la madera, la piedra, conchas, huesos y dientes de animales.  
Por otra parte, la compleja simbología presente en los tallados se remonta al de la tablilla kohou roŋo roŋo, donde se aprecia el sistema de escritura de los rapa nui que llegaron a la isla con Hotu Matu’a, y cuyos descendientes continuaron cultivando la tradición de los signos grabados en madera, pues cada ariki o rey tenía el deber de vigilar la enseñanza que se impartía en casas y escuelas, donde los alumnos aprendían a recitar y copiar los signos. Dentro de estos diseños destacan los kaikai o ideogramas de hilo realizados con las manos, difundidos por toda la Polinesia, donde algunos van acompañados de un poema recitado llamado pata’u ta’u. Los kaikai han sido una forma de preservar las tradiciones orales rapa nui, ayudando a la memorización de canciones y leyendas de generación en generación.      
Por otra parte, la música y danza rapa nui también son de una relevancia importante, siendo muy apreciadas tanto fuera como dentro de la isla. En ambas tradiciones se evidencia la influencia de la cultura polinésica, presente por ejemplo en el sau sau, la famosa danza rapa nui que se caracteriza por un movimiento ondulante de caderas y manos, y que originalmente proviene de Samoa. En el ámbito musical se hallan instrumentos tradicionales como el keho, un tambor de piedra sobre el que se danzaba, y el kaua’e, una quijada de caballo disecada que se golpeaba con la mano para marcar el ritmo. Hoy también se ha incorporado el uso de instrumentos como la guitarra, el ukelele, y el acordeón, adaptados por la gran habilidad musical de los rapa nui para acompañar sus bailes y ceremonias.      

## Idioma
El vanaŋa o idioma rapanui es un idioma de origen polinésico hablado hoy por los habitantes de Rapa Nui, siendo éste la herramienta por excelencia para la expresión y transmisión de su cosmovisión y cultura.  
El alfabeto está compuesto por catorce letras, cinco vocales diacríticas y un sonido glotal oclusivo; a, e, ŋ, h, k, m, n, o, p, r, t, u, v, (‘), de las cuales se desprenden la Ŋ / ŋ (una unión fonética entre la N y la G) como letra propia y la pronunciación de la H similar al inglés.   
Si bien existe una concepción de un vanaŋa rapa nui clásico que corresponde al idioma que por lo general utilizan los mayores, uno con una alta influencia del tahitiano y que se ha perdido en gran parte, hoy se habla un rapa nui más moderno, el que es usado por las generaciones más jóvenes. Además, ha sufrido grandes transformaciones por el contacto foráneo, generándose préstamos lingüísticos del inglés, francés y español, sumado a la incorporación de palabras que identifican invenciones recientes como avión o automóvil, que se han introducido directamente en el lenguaje. 
Con el paso del tiempo y la influencia lingüística foránea, la lengua rapa nui estuvo en peligro de extinguirse. En la década de 1960 el español cobró gran relevancia por la llegada de la administración chilena y con ella la llegada de población hispano-hablante. Los matrimonios mixtos y el incremento del turismo ocasionaron que muchos jóvenes rapa nui crecieran como hablantes nativos de español, dejando de lado el aprendizaje de su lengua materna.    
Afortunadamente para el idioma, durante las últimas décadas el pueblo rapa nui ha vivido un proceso de empoderamiento y reivindicación cultural que refuerza, entre otras cosas, la asociación del idioma a su propia identidad.        

## Política
Por casi 80 años (1895-1966), el estado chileno privó a los rapanui el derecho a ejercer cualquier tipo de organización política, debido a la relación de colonialismo existente por parte de la Armada de Chile en conjunto con la Compañía Explotadora de Isla de Pascua. Sin embargo, desde la década de los 70s, los rapanui han estado caracterizado por una facilidad para llegar a consensos y acuerdos entre toda la comunidad.         
En la actualidad hay distintas agrupaciones e instituciones que se encargan de velar por el bienestar de los rapanui y un desarrollo sostenible de la isla. Algunas de carácter más institucional como la Municipalidad de Rapa Nui, la Gobernación de Rapa-Nui, CODEIPA (Comisión de Desarrollo de Isla de Pascua), entre otras. Y otras de carácter más tradicional o autónomas como el Consejo de Ancianos de Rapa Nui, Honui (Consejo que agrupa a todos los clanes de la Isla) y la Federación de Estudiantes Rapa Nui, Haka Nonoga.    